# Calliscarta marginata
Calliscarta marginata är en insektsart som beskrevs av Freytag 1988. Calliscarta marginata ingår i släktet Calliscarta och familjen dvärgstritar. Inga underarter finns listade i Catalogue of Life.